# 广平镇 (大田县)
广平镇是中国福建省三明市大田县下辖的一个镇。

## 行政区划
广平镇共辖14个行政村，分别是：
广平村、五峰村、万筹村、万宅村、元沙村、苏桥村、铭溪村、栋仁村、岬头村、东景村、西园村、丰庄村、大吉村、兴埔村。

## 知名人物
- 张杰，举重运动员，广州亚运会冠军。